# Mizraïta-(Ce)
La mizraïta-(Ce) és un mineral de la classe dels òxids que pertany al grup de la magnetoplumbita.

## Característiques
La mizraïta-(Ce) és un òxid de fórmula química Ce(Al11Mg)O19. Va ser aprovada com a espècie vàlida per l'Associació Mineralògica Internacional l'any 2022, i publicada en desembre de l'any següent. Cristal·litza en el sistema hexagonal.
L'exemplar que va servir per a determinar l'espècie, el que es coneix com a material tipus, es troba conservat a les col·leccions mineralògiques de la Universitat de Milà (Itàlia), amb el número de registre: mcmgpg-h2022-005.

## Formació i jaciments
Va ser descoberta a la localitat de Mizra, a la vall de Yizre’el (Districte del Nord, Israel), on es troba en forma d'inclusions en xenocristalls de corindó.